# Ahern Glacier (glaciär i Antarktis)
Ahern Glacier är en glaciär i Antarktis. Den ligger i Östantarktis. Australien gör anspråk på området. Ahern Glacier ligger 1 089 meter över havet.
Terrängen runt Ahern Glacier är varierad, och sluttar österut. Trakten är obefolkad. Det finns inga samhällen i närheten.